# Papestra quadrata
Papestra quadrata là một loài bướm đêm trong họ Noctuidae.